# Galvani (månekrater)
 For alternative betydninger, se Galvani. (Se også artikler, som begynder med Galvani)
Galvani  er et nedslagskrater på Månen. Det befinder sig på den nordlige halvkugle på Månens forside og er opkaldt efter den italienske fysiker Luigi Galvani (1737 – 1798). På grund af dets placering ses Galvani i perspektivisk forkortning fra Jorden, og dets synlighed er afhængig af libration, eftersom det lejlighedsvis er ude af synsvidde.
Navnet blev officielt tildelt af den Internationale Astronomiske Union (IAU) i 1961. 

## Omgivelser
Galvani krateret ligger stik syd for den større bjergomgivne slette Voltakrateret og ligger delvis over den sydøstlige rand af Langleykrateret, som dækker halvdelen af mellemrummet mellem Volta og Galvani. Mod nordøst findes den store bjergomgivne slette Repsoldkrateret, og mod vest-sydvest, på Månens bagside, ligger McLaughlinkrateret.

## Karakteristika
Kraterets rand er nedslidt og afrundet, og der ligger et andet krater langs den indre kratervæg mod nordvest. Den sydvestlige rand er blevet ændret og har et mere lige udseende end omkredsens ellers cirkulære form. Kratervæggen er bredere mod vest end mod øst, således at midtpunktet af den jævne kraterbund er forskudt lidt mod øst. En rille fra Rimae Repsold-systemet krydser den nordøstlige rand og løber over kraterbunden, hvor den deler sig omkring dennes midte og fortsætter mod vest-sydvest og syd.

## Satellitkratere
De kratere, som kaldes satellitter, er små kratere beliggende i eller nær hovedkrateret. Deres dannelse er sædvanligvis sket uafhængigt af dette, men de får samme navn som hovedkrateret med tilføjelse af et stort bogstav. På kort over Månen er det en konvention at identificere dem ved at placere dette bogstav på den side af satellitkraterets midte, som ligger nærmest hovedkrateret. Galvani krateret har følgende satellitkratere:
| Galvani | Længde  | Bredde  | Diameter |
| ------- | ------- | ------- | -------- |
| B       | 49,5° N | 89,0° V | 15 km    |
| D       | 47,8° N | 88,3° V | 13 km    |